# Вишки, Янош
Янош Вишки (венг. Viski János; 10 июня 1906, Коложвар, ныне Клуж-Напока, Румыния — 16 января 1961, Будапешт) — венгерский композитор и музыкальный педагог.

## Биография
Родился в Трансильвании в семье венгерского юриста Ласло Вишки и его жены Марии Аконц, армянки по происхождению. Семья Вишки унаследовала по завещанию сельскохозяйственные владения в селении Силадьзовань (ныне Зэуан, жудец Сэлаж, Румыния), где отец Ласло служил священником. В связи с этим по желанию семьи Янош Вишки в середине 1920-х гг. учился в местном сельскохозяйственном училище, однако одновременно обучался игре на скрипке у местных полупрофессиональных музыкантов, в 1922—1924 гг. играл в оркестре Румынской оперы в Коложваре, дал в городе несколько сольных концертов. В 1927 г. местного молодого скрипача прослушал приехавший на гастроли Эмиль Тельманьи и дал ему рекомендацию для продолжения учёбы в Будапеште.
В 1927—1932 гг. Вишки учился в Музыкальной академии имени Ференца Листа в классе композиции Золтана Кодаи. После этого в течение года продолжал образование в Католическом университете Петера Пазманя, затем вернулся в Силадьзовань, где наряду с управлением хозяйством начал работу над первыми крупными сочинениями. Первым из них стала Симфоническая сюита (1935), прозвучавшая по радиотрансляции в 1937 году под управлением Эрнё Донаньи, затем исполненная в Будапеште в 1938 году (дирижировал Виктор Васи, с которыми Вишки и в дальнейшем связывало творческое сотрудничество), а в 1939 году сыгранная под управлением Виллема Менгельберга в ходе его венгерских гастролей и вошедшая затем в репертуар знаменитого дирижёра. Также Вишки много сотрудничал с дирижёром Лайошем Райтером, под управлением которого прозвучала премьера его Двух венгерских танцев (1938) и радиопремьера симфонической поэмы «Энигма» (1940, по мотивам одноимённой поэмы Балинта Балашши).
В 1941 году Вишки возглавил консерваторию в своём родном городе, но уже через год перебрался в Будапешт и с 1942 года до конца жизни преподавал композицию в Музыкальной академии имени Листа (среди его учеников, в частности, Эмиль Пе́трович и Фридьеш Хидаш). К послевоенным сочинениям Вишки относятся, в первую очередь, концерты для скрипки (1947), фортепиано (1953) и виолончели (1955) с оркестром: первый из них был посвящён Эде Затурецкому и им же впервые исполнен; второй посвящён 70-летию Кодаи и впервые прозвучал в исполнении Дьёрдя Банхальми, премьеру третьего исполнил Эде Банда. Последним заметным сочинением Вишки стала баллада для баритона с оркестром «Олень Иришоры» (венг. Az Irisórai szarvas; 1958, на стихотворение Лайоша Априли).
Лауреат премии имени Эркеля (1954) и Премии имени Кошута (1956), заслуженный артист Венгрии (1955).
В конце 1960 г. на собрании педагогов Музыкальной академии был обвинён новым ректором Ференцем Сабо в реакционных методах преподавания, после чего попал в больницу с инфарктом и вскоре умер. Похоронен на кладбище Фаркашрети.
Монографию о жизни и творчестве Вишки написал его ученик Кальман Добош (1963).